# Głos ma prokurator
Głos ma prokurator – polski film obyczajowy z 1965 roku, na podstawie powieści Ziemi przypisany Juliana Kawalca.

## Obsada aktorska
- Edmund Fetting − prokurator Andrzej Tabor
- Tadeusz Łomnicki − oskarżony Wojciech Trepa
- Ryszarda Hanin − Katarzyna Trepa, matka Wojciecha
- Wanda Koczeska − Jadwiga Trepa, siostra Wojciecha
- Feliks Żukowski − Józef Trepa, ojciec Wojciecha
- Eugeniusz Korczarowski − Karol Kotula
- Bronisław Dardziński − sędzia
- Zdzisław Mrożewski − obrońca
- Czesław Przybyła − przewoźnik Stefan Duraj
- Czesław Roszkowski − Mikołaj Kotula, ojciec Karola
- Anna Seniuk − Zofia Trepa, córka Jadwigi
- Stanisław Bieliński
- Jadwiga Boryta
- Ryszard Dembiński
- Maria Lelska
- Karol Leszczyński
- Zdzisław Leśniak
- Juliusz Lisowski
- Krystyna Łapińska
- Zygmunt Malawski
- Sylwester Przedwojewski
- Aleksander Sewruk
- Marek Sobczyk
- Bogusław Sochnacki
- Antoni Żukowski

## Fabuła
Rok 1930. Wojciech Trepa jest synem małorolnego chłopa. Jego siostra zostaje uwiedziona przez Karola Kotulę i ma z nim dziecko. Trepa zabija Kotulę, ponieważ ten nie ożenił się z nią i rościł prawa do ich ziemi. Ale mężczyzna zostaje uniewinniony z braku dowodów. 30 lat później Trepa zabija Stefana Duraja - swojego przeciwnika politycznego i domniemanego świadka pierwszego zabójstwa. Oskarżycielem jest prokurator Andrzej Tabor - inteligent z chłopskimi korzeniami.